# Campionato Italiano Slalom 2014
Il Campionato Italiano Slalom (CIS) 2014 si è svolto tra il 6 aprile e il 12 ottobre 2014 in 10 gare distribuite in nove regioni diverse. Il titolo di campione italiano slalom è stato vinto per la prima volta da Salvatore Venanzio, mentre quello di campione under 23 è stato vinto da Francesco Cavaglià.

## Calendario e risultati
| Tappa | Data         | Slalom                            | Sede                 | Vincitore            |
| ----- | ------------ | --------------------------------- | -------------------- | -------------------- |
| 1     | 6 aprile     | Slalom Torregrotta-Roccavaldina   | Torregrotta          | Domenico Polizzi     |
| 2     | 18 maggio    | Slalom Città di Campobasso        | Campobasso           | Salvatore Venanzio   |
| 3     | 1 giugno     | Maxi slalom Salerno-Croce di Cava | Cava de’ Tirreni     | Fabio Emanuele       |
| 4     | 6 luglio     | Maxi slalom Colle San Bartolomeo  | Colle San Bartolomeo | Salvatore Venanzio   |
| 5     | 3 agosto     | Slalom Città di Osilo (*)         | Osilo                | -                    |
| 6     | 17 agosto    | Slalom Città di Santopadre        | Santopadre           | Salvatore Venanzio   |
| 7     | 7 settembre  | Slalom dell'Agro Ericino          | Valderice            | Giuseppe Castiglione |
| 8     | 14 settembre | Slalom Garessio-San Bernardo      | Garessio             | Fabio Emanuele       |
| 9     | 28 settembre | Slalom Città di Bolca             | Vestenanova          | Enrico Zandonà       |
| 10    | 12 ottobre   | Slalom monte Condrò               | Serrastretta         | Salvatore Venanzio   |

(*) Gara cancellata.

## Classifiche

### Sistema di punteggio
Per il titolo di campione italiano slalom 2014 viene attribuito il punteggio ai primi 15 classificati assoluti di ogni singola gara in base alla posizione in classifica di gruppo secondo il seguente schema:
| Posizione di Gruppo | 1ª | 2ª | 3ª | 4ª | 5ª | 6ª | 7ª | 8ª | 9ª | dalla 10ª alla 15ª |
| Punti               | 15 | 12 | 10 | 8  | 6  | 5  | 4  | 3  | 2  | 1                  |

Per il titolo di campione under 23 2014 viene attribuito il punteggio in base alla posizione in classifica di classe di ciascuna gara secondo il seguente schema:
| Posizione di Classe | 1ª | 2ª | 3ª | 4ª | 5ª | 6ª | 7ª | 8ª |
| Punti               | 10 | 8  | 6  | 5  | 4  | 3  | 2  | 1  |

Il regolamento sportivo 2014 prevede per entrambi i titoli la partecipazione ad almeno 3 gare di campionato affinché i punti ottenuti siano considerati validi.

### Classifica campionato italiano piloti
| Pos | Pilota               | Vettura                   | Gruppo | TOR | CBS | SAL | SBT | OSL | SPD | AGE | GAR | BLC | CND | Punti validi |
| --- | -------------------- | ------------------------- | ------ | --- | --- | --- | --- | --- | --- | --- | --- | --- | --- | ------------ |
| 1   | Salvatore Venanzio   | Radical SR4               | SPS    | 10  | 15  | 12  | 15  | C   | 15  | 12  | 10  | 15  | 15  | 119          |
| 2   | Fabio Emanuele       | Osella PA 9/90 Alfa Romeo | SPS    | 12  | 12  | 15  | 12  | C   | 12  | 8   | 15  | 12  | 12  | 110          |
| 3   | Alessandro Polini    | Fiat 126 Kawasaki         | PS     |     |     |     | 15  | C   | 12  |     | 15  | 15  |     | 57           |
| 4   | Danilo Mosca         | Peugeot 205 Gti           | SS     |     |     |     | 15  | C   |     |     | 15  | 15  |     | 45           |
| 5   | Luigi Vinaccia       | Osella PA 9/90 Alfa Romeo | SPS    | 8   |     | 8   | 10  | C   | 8   |     |     |     | 8   | 42           |
| 6   | Domenico Gangemi     | Fiat 127                  | SS     | 15  |     | 15  |     | C   |     |     |     |     | 12  | 42           |
| 7   | Domenico Polizzi     | Elia Avrio Suzuki         | SPS    | 15  |     |     |     | C   |     | 6   |     |     | 10  | 31           |
| 8   | Vincenzo Manganiello | Lazzaro                   | SPS    | 1   | 3   |     |     | C   | 15  |     |     |     |     | 19           |
| Pos | Pilota               | Vettura                   | Gruppo | TOR | CBS | SAL | SBT | OSL | SPD | AGE | GAR | BLC | CND | Punti validi |

Seguono altri 79 piloti senza punti validi.

### Classifica campionato piloti under 23
| Pos | Pilota               | Vettura                 | Gruppo-Classe | TOR | CBS | SAL | SBT | OSL | SPD | AGE | GAR | BLC | CND | Punti validi |
| --- | -------------------- | ----------------------- | ------------- | --- | --- | --- | --- | --- | --- | --- | --- | --- | --- | ------------ |
| 1   | Francesco Cavaglià   | Autobianchi A112 Abarth | S-2           |     |     |     | 10  | C   |     | 10  | 10  | 10  |     | 40           |
| 2   | Jessica Tomaselli    | Fiat Seicento Kawasaki  | GTI-1         |     | 8   | 8   |     | C   | 10  |     |     |     | 6   | 32           |
| 3   | Pierluigi Bono       | Fiat 126                | M-7           | 10  |     |     |     | C   |     | 10  |     |     | 10  | 30           |
| 4   | Vincenzo Manganiello | Lazzaro 001             | SPS-1         | 5   | 4   |     |     | C   | 10  |     |     |     |     | 19           |
| Pos | Pilota               | Vettura                 | Gruppo-Classe | TOR | CBS | SAL | SBT | OSL | SPD | AGE | GAR | BLC | CND | Punti validi |

Seguono altri 16 piloti senza punti validi.